# 斯瓦里奇夫
48°57′38″N 24°10′58″E / 48.96056°N 24.18278°E
斯瓦里奇夫（烏克蘭語：Сваричів），是烏克蘭西部的村莊，隸屬伊萬諾-弗蘭科夫斯克州的卡盧什區。該村始建於1648年，面積28.2平方公里，海拔高度343米，人口▼5,037。